# Guillem Balboa Buika
Guillem Balboa Buika (Malabo, Guinea Equatorial, 1965) és un polític mallorquí. El 2017 es va convertir en batlle d'Alaró (Mallorca) i el 2018 va ser escollit coordinador –juntament amb Isabel Busquets Hidalgo– de Més per Mallorca. El 2019 va ser candidat de la coalició Veus Progressistes a les eleccions generals de 2019.

## Biografia
Balboa arriba a Palma el 1969, a quatre anys, fugint de la repressió de l'ètnia fang contra els bubis. És fill del poeta Juan Balboa Boneke, exministre equatoguineà de Cultura durant dos anys i nebot de l'exalcalde de Santa Isabel (actualment, Malabo) Armando Balboa i germà de la cantant Concha Buika.
A les eleccions municipals de 2015, la llista Més per Mallorca, encapçalada per Balboa, va obtenir al municipi d'Alaró tres regidors. En virtut d'un pacte amb el PSIB, el juny del 2017 esdevé batlle d'Alaró i alhora el primer batlle negre d'un municipi a les Illes Balears i al conjunt dels territoris de parla catalana.
Durant la presa de possessió el juny del 2017, Balboa, que ha reconegut públicament que es considera independentista, va jurar la constitució espanyola «per imperatiu legal». El setembre del 2017 va denunciar l'aparició d'un xai agonitzant al pati del seu domicili particular, la qual cosa va motivar el suport dels altres grups al Parlament de les Illes Balears.
Arran de la dimissió de Biel Barceló a la darreria del 2017, el 2018 esdevé coportaveu de Més per Mallorca —juntament amb Bel Busquets— i assumeix la coordinació de la coalició. El 2019 va ser elegit candidat de la coalició Veus Progressistes a les Eleccions generals espanyoles de 2019.